# Kusaki (zwyczaj ludowy)
Zasugerowano, aby zintegrować ten artykuł z artykułem ostatki. Nie opisano powodu propozycji integracji.

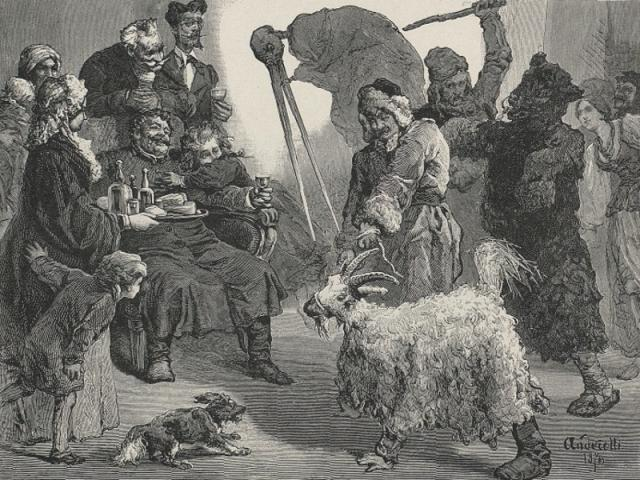
Zapusty w karczmie

Kusaki (inaczej zapusty, ostatki lub bachusy) – ostatnie dni karnawału w polskich zwyczajach ludowych.

## Geneza i historia
Kusaki obchodzone są najczęściej przed Środą Popielcową. W trakcie tych dni przebierano się np. za dziada lub za babę, zapusta lub osobników różnej narodowości. Kusakami nazywano również osoby uczestniczące w tym obrzędzie. Miały one symboliczny wymiar, ponieważ nadejście diabła czy innych przebierańców zwiastował koniec czasu karnawału i zaczątki Wielkiego Postu - wolnego od grzechu czasu. W przekazach pochodzących jeszcze z XIX wieku bardzo popularne było kusakowanie z kogutem. Miał mieć on duże znaczenie w kulturze ludowej jako symbol płodności, ale i nowego życia.
W ostatnie dni zapustów - karnawału, bawiono się bardzo hucznie. W tym czasie pojawiały się liczne grupy kolędników w przebraniach kozy, niedźwiedzia, konia, bociana, a także dziada, baby, Żyda, Cygana, Młodej Pary. Obecność maszkar zwierzęcych symbolizujących siłę, żywotność i płodność, miała pobudzić przyrodę i spowodować szybkie nadejście wiosny. Zwyczaj ten najpowszechniejszy był na Kujawach i Pułkach, gdzie po zakończeniu pochodów urządzano zabawę, zwaną podkoziołkiem, podczas której dziewczęta "kupowały" tańce wrzucając monety pod koziołka - figurkę wystruganą z drewna, marchwi lub  brukwi.
W zapustny wtorek w karczmach odbywały się spotkania kobiet, które "skakały na wysoki len", miało to zapewnić jego urodzaj. Aby przygotować się do nadchodzącego Wielkiego Postu wypiekano i jedzono tłuste pieczywo: pączki, faworki, pilińce. Na Kujawach po zakończeniu zabawy wywożono jednego z muzykantów na taczce poza granice wsi i tam symbolicznie go uśmiercano uderzając w niego garnkiem z popiołem.
W zapusty kobiety, które w karnawale wyszły za mąż, zwane żeńcowymi, musiały się wkupić do grona mężatek. Starsze gospodynie wiozły je na ubranych zieleniną wozach, gdzie młode mężatki zapraszały na wódkę i poczęstunek. Do początku XX wieku zwyczaj ten praktykowano w środę popielcową. 
Przebierańcy bardzo często wbiegali na podwórko i bardzo głośno się zachowywali, pocili, rozsiewali sieczkę. W zamian za to gospodarze dawali im wódkę, a potem oni biegli dalej.

## Misynci
W trakcie ich trwania występują tzw. „misynci”, czyli mięsne dni, po których następuje czas picia gorzałki w celu usunięcia fragmentów pożywienia zza zębów. Tego dnia rozdaje się również potrawy, by nikt nie był głodny. Darowane posiłki to często pieczone mięso, kiełbasy, placki i specjalne ciasto robione na bazie mąki, drożdży. Bardzo często posiłki były zrobione z jedzenia, które uzbierano w trakcie chodzenia po mieszkaniach.

## Stałe postacie w kusakach
- diabeł
- krakowiak/krakowianka
- śmierć
- panek
- niedźwiedź
- kozioł
- koń
- dziad[2]

## Zwyczaje związane z kobietami przed ślubem lub niedługo po nim
- We wstępną środę kobiety, które nie wyszły za mąż przypinają się w miejsce koni do sań i obwożą skrzypka po wsi. Przywożą go do dworu – gdzie zostają ugoszczone. Później mają za zadanie odwieźć grajka do karczmy, gdzie mają go „zabić” przez spalenie lub powieszenie. W tym celu obwiązują mu słomą lekko ramiona i golenie i zaplatają słomę tak, by grajek miał czas ją odrzucić, udają też, że go wieszają, ale zostawiają stołek tak by mógł się wydostać[7].
- W innej wersji również we wstępną środę, stare wieśniaczki przyjeżdżają saniami po młode, które tego roku wyszły za mąż i śpiewając wiozą je do karczmy, gdzie następuje wykupienie, czyli poczęstunek, który ma na celu wprowadzenie młodych mężatek do grona gospodyń, obchodzących tradycyjnie wstępną środę[8].
- W ostatni wtorek parobkowie obwożą na wozie ustrojone świecidełkami drzewo i zatrzymują się przy każdym domu w którym znajduje się panna na wydaniu. Wyciągają ją z domu i nakazują żeby się wykupiła. Chłopacy ogłaszają na nią licytacje i tak jeden mówi „funt kłaków jest warta”, drugi „warta furę gnoju”, trzeci „i pustego słupka słomy by nie dał” itp. Następnie znajdują się tacy, którzy oferują za nią pieniądze. Wreszcie każą jej się mimo tych ofert samej wykupić. Dziewka daje im kilkanaście groszy lub przynosi jedzenie z chaty, a wieczorem idzie na taniec do karczmy przy podkoziołku[9]. Wykupione panny szły z kawalerami do karczmy do północy, kiedy dzwony nie oznajmią nadejście nowego dnia, którym była Środa Popielcowa. Panowie nie mogą przespać świtu, żeby u panien niezamężnych w tym roku zbić gar z barszczem z mąki[10].

## Kukły
W trakcie trwania zapustów tworzono również kukły, które później służyły jako rekwizyty używane w trakcie wizyt w domostwach sąsiadów.
- Sierotki

„Chłopcy biorą płozę od sanek i wbijają w nią kół, na którą zakładają wozowe koło w położeniu poziomem, by się na nim jak na osi obracać mogło- i w obwodzie (dzwonkach tego koła) wywiercają cztery dziury do wbicia w nie kołków. Poczem ukręciwszy ze słomy dwie postaci, tj. chłopca i dziewczyny (zwane Sierotki), ustroją je i na tem kole posadzą, zakładając nogi tych bałwanków słomianych na owe kołki, poczem obracają koło w jeną lub drugą stronę za pomocą owego przyrządu; tak, że widzom zdaje się, jakoby postacie te były żywe i tańczyły”

- Koń

„Konia robią z 4 łubów i drążka (stanowiących przodek i zad jego); z jarzma wyjmują kulę i osadzą takową na łeb koński w drążku. Na konia takiego przykrytego białą płachtą i mającego ogon z konopi wsiada jeden z chłopców tj. stawa pomiędzy owe łuba) a przytwierdzony doń szelkami, skacze na własnych nogach udając cwałującego na małym koniu jazdca co z daleka dość łudzący przedstawia widok.”

- Koza

„ wizerunek kozy [jest] uszyty ze szmat, obwieszony świecidełkami i brzękadłami, utkwiony do wierzchołka drążka”

## Wędrówki po domach i wołoczebne
Kolejną tradycją była wędrówka po domach. Przebrani chłopacy wędrowali do chat i po przemowie otrzymywali wykup. Jeśli nic nie dostali, porywali gospodarza i trzymali go tak długo, dopóki nie wykupił się w karczmie. Dawali oni do zrozumienia gospodarzom do których zawitają, że jeśli nie wykupią się wołoczebnem, czyli datkiem w gotówce lub produktach, to ich krowy nie dadzą im mleka lub "robactwo pole psuć będzie". Po wszystkim wędrowali do karczmy i tam przepijali zarobione pieniądze. Następnie, jeśli pogoda była odpowiednia udawali się na kulig.

## Wydarzenia kończące zapusty i rozpoczynające Wielki Post
Wieczorem w środę do karczmy wjeżdża na koniu postać nazywana Zapustem.  Zapust obsypuje głowy komornic popiołem i wygania je miotłą. Gospodyni wywraca naczynie z wódką, zasypuje głowy popiołem i gasi światło. Tak kończą się zapusty i następuje Wielki Post.
Wraz z ukazaniem się postaci Zapusta wraz z towarzyszami przed domem lub w drzwiach, przemawiają w izbie:
```
                                                 „Gospodynie: 
                                                             Jedzie Zapust na koniu- wywija po moście,
                                                             Frasują się komornice- co będą jeść w poście.
                                                   Komornice:
                                                             Stoi beczka śledzi,
                                                             Niech każdy je, w domu siedzi.
                                                  Gospodynie:
                                                             Jedzie Zapust na koniu- wywija po moście,
                                                             Frasują się komornice- co będą jeść w poście.
                                                   Komornice:
                                                             Stoi beczka piwa,
                                                             Niech każdy pije, póki żywa.
                                                  Gospodynie:
                                                             Jedzie Zapust na wozie,
                                                             ciągnie mięso na powrozie:
                                                             i przyjechał k`nam k`nam.
                                                   Komornice:
                                                             Krzyknął: chude gąski mam; 
                                                             Wypędzie ich na mrówkę
                                                             Niech zieloną szczypią trawkę,
                                                             A tu zima 
                                                             Trawy nie ma !
                                                             Gąski pozdychały
                                                             Gosposie się oblizały."
[
16
]
```

## Inne
Według Andrzeja Bieńkowskiego kusaki zaczęły zanikać z polskiej kultury ludowej od lat 70. z powodu modernizacji wsi, która nie była już tak otwarta na wtargnięcie istot nadprzyrodzonych.